# Bruno Grimmek

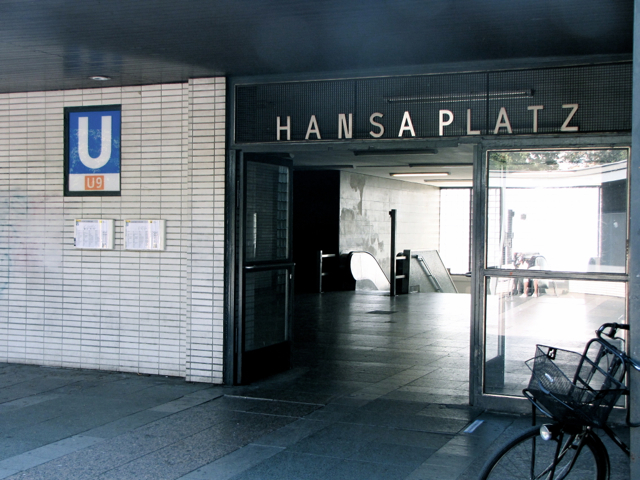
Tunnelbanestationen Hansaplatz.

Bruno Grimmek, född 16 januari 1902 i Berlin, död 1969, var en tysk arkitekt
Efter andra världskriget ritade han bland annat byggnader på Messe Berlin och utbyggnader av Technische Universität Berlin. Han ritade i samband med Interbau 1957 Amerika-Haus. Under 1950-talet ritade han flera tunnelbanestationer i Västberlin: Afrikanische Straße, Hansaplatz, Turmstrasse, Birkenstrasse, Westhafen, Amrumer Straße, Rehberge och Alt-Tegel. Här utgick han från den sakliga byggstil som Alfred Grenander skapadet under 1920-talet. Bland Grimmeks medarbetare återfanns Rainer G. Rümmler som senare skulle rita ett flertal tunnelbanestationer i Berlin.